# Barranc de Sant Tirs
El Barranc de Sant Tirs és un corrent fluvial afluent per la dreta de la Riera de Madrona que neix al vessant de l'extrem meridional del Serrat dels Apòstols, a menys de 250 m. al sud de l'ermita dels Apòstols. De direcció global cap a les 8 del rellotge, desguassa al seu col·lector a menys d'un quilòmetre a l'est del nucli de Madrona després d'haver passat pel nord de la masia de Sant Tirs.

## Municipis per on passa
Des del seu naixement, el Barranc de Sant Tirs passa successivament pels següents termes municipals.
|                                                                    | Longitud (en m.) | % del recorregut |
| ------------------------------------------------------------------ | ---------------- | ---------------- |
| Per l'interior del municipi de Castellar de la Ribera              | 1.313            | 17,19%           |
| Per l'interior del municipi de Pinell de Solsonès                  | 2.017            | 26,41%           |
| Fent de frontera entre Castellar de la Ribera i Pinell de Solsonès | 1.965            | 25,73%           |
| Altre cop per l'interior del municipi de Pinell de Solsonès        | 2.342            | 30,67%           |

## Xarxa hidrogràfica
La seva xarxa hidrogràfica està constituïda per 69 cursos fluvials la longitud total dels quals suma 50.674 m.

### Afluents destacables
- El Barranc dels Apòstols
- La Rasa de Can Mas
- La Rasa dels Aumissers
- El Barranc de les Cases

### Distribució municipal
El conjunt de la xarxa hidrogràfica transcorre pels següents termes municipals: